# Chockli
Chockli är en del av en befolkad plats i Indien.   Den ligger i delstaten Kerala, i den södra delen av landet, 1 900 km söder om huvudstaden New Delhi. Chockli ligger 27 meter över havet och antalet invånare är 31 779.
Terrängen runt Chockli är platt. Havet är nära Chockli åt sydväst. Runt Chockli är det mycket tätbefolkat, med 1 135 invånare per kvadratkilometer. Närmaste större samhälle är Thalassery, 7,1 km väster om Chockli. I omgivningarna runt Chockli växer i huvudsak städsegrön lövskog.